# Euxoa culminicola
Euxoa culminicola ist ein Schmetterling (Nachtfalter) aus der Familie der Eulenfalter (Noctuidae).

## Merkmale

### Falter
Die Flügelspannweite beträgt 39 bis 46 Millimeter. Die Färbung der Vorderflügeloberseite variiert in verschiedenen Grau- oder Brauntönen. Bei frisch geschlüpften Exemplaren ist eine starke gelbliche Überstäubung vorhanden. Die dunklen Querlinien sind gut ausgebildet, Makel sind hingegen schwach oder gar nicht erkennbar. Die zeichnungslose Hinterflügeloberseite entspricht farblich angenähert derjenigen der Vorderflügel, wobei die gelbliche Tönung jedoch wesentlich schwächer ausgebildet ist. Der Thorax ist gelbbraun behaart.

### Raupe
Die Raupen haben eine graubraune bis aschgraue Farbe. Rücken- sowie Seitenlinien und Punktwarzen heben sich nur undeutlich ab.

## Verbreitung und Lebensraum
Euxoa culminicola kommt nur an wenigen Plätzen in den Alpen und Pyrenäen oberhalb der Baumgrenze in Lagen zwischen 2000 und 3000 Metern vor.

## Lebensweise
Die Art bildet eine Generation pro Jahr, deren Falter im Juli und August fliegen. Die Falter sind tag- und nachtaktiv. Sie wurden am Tage an Blüten saugend beobachtet.  Spät in der Nacht besuchen sie auch künstliche Lichtquellen.  Die Raupen leben ab September. Sie überwintern und verpuppen sich im Mai des folgenden Jahres.